# Siegfried Uiberreither
Siegfried Uiberreither (ur. 29 marca 1908 w Salzburgu, zm. 29 grudnia 1984 w Sindelfingen) – austriacki zbrodniarz wojenny, wysoki funkcjonariusz NSDAP. Od 1938 do 1945 gauleiter Styrii, a od 1940 również komisarz Rzeszy na Styrię.
W 1931 wstąpił do SA, a w 1933 ukończył studia z tytułem doktora nauk prawnych. 25 maja 1938 został mianowany gauleiterem Styrii. W maju 1945 został aresztowany, a później zmuszony do złożenia zeznań w charakterze świadka podczas procesów norymberskich. W 1947 uciekł, gdy stało się jasne, że istnieje groźba przekazania Jugosławii. Potem pojawiają się wskazówki, że spędził trochę czasu w Argentynie, zanim ostatecznie - jak przypuszcza się - zamieszkał z rodziną w Sindelfingen pod fałszywym nazwiskiem.